# Zala (keresztnév)
A Zala régi magyar férfi személynév, jelentése: Zala vármegyéből való, zalai. A helynév a Zala folyó nevéből származik, ez pedig egy ősi indoeurópai, patak, folyóvíz jelentésű szóból, ami a szlovén nyelv közvetítésével került a magyar nyelvbe.

## Gyakorisága
Az 1990-es években szórványos név, a 2000-es években nem szerepel a 100 leggyakoribb férfinév között.

## Névnapok
ajánlott névnap
- július 14.[2]